# Unge Andersen
Unge Andersen er en Emmy-vindende dansk mini-serie fra 2005. Den vandt også en Robert som Årets kostumier i 2006.
- Manuskript Rumle Hammerich og Ulf Stark.
- Instruktion Rumle Hammerich.

## Medvirkende
- Simon Dahl Thaulow
- Henning Jensen
- Peter Steen
- Lars Brygmann spiller Jonas Collin
- Puk Scharbau
- Tuva Novotny
- Geert Vindahl
- Peter Hesse Overgaard
- Troels II Munk
- Steen Stig Lommer
- Lise Stegger
- Per Oscarsson
- Mikkel Hesseldahl Konyher

## Eksterne links
- Unge Andersen på Internet Movie Database (engelsk)
- Unge Andersen på Filmdatabasen
- Unge Andersen på danskefilm.dk
- Unge Andersen på danskfilmogtv.dk
- Unge Andersen på Scope
- Unge Andersen på The Movie Database (engelsk)